# Jardin des Tuileries
Jardin des Tuileries (česky Tuilerijská zahrada, též v plurálu Tuilerijské zahrady) je veřejný park, který se nachází v Paříži v 1. obvodu. Park ve francouzském stylu je bývalým zámeckým parkem zbořeného Tuilerijského paláce, po kterém nese své jméno. Park se rozprostírá mezi Place de la Concorde na západě a Louvrem na východě a mezi pravým břehem Seiny na jihu a Rue de Rivoli na severu. Park byl spolu s Louvrem zapsán mezi historické památky. Jeho rozloha činí 28 ha.

## Historie
Zahrady byly založeny v roce 1564 při stavbě Tuilerijského paláce. Palác byl postaven pro francouzskou královnu Kateřinu Medicejskou, která byla italského původu a proto byly zahrady vytvořeny ve stylu italské renesance. Za vlády Ludvíka XIV. byly zahrady na pokyn ministra Colberta přebudovány podle návrhu zahradního architekta André Le Nôtre. V 1783 ze zahrady vzlétl s lidmi první balón plněný plynem, na což upomíná pamětní deska u vstupu do zahrady. Během Francouzské revoluce byly zahrady zpustošeny.
Během letních olympijských her v roce 1900 zde probíhaly soutěže v šermu.
Za druhé světové války byla část zahrady přeměněna na zelinářskou zahradu kvůli nedostatku dodávek během okupace.
V rámci přestavby Muzea Louvre za prezidenta Françoise Mitterranda byly zahrady obnoveny do stavu, který se co nejvíce blíží jejich původnímu stavu známému ze 17. století.

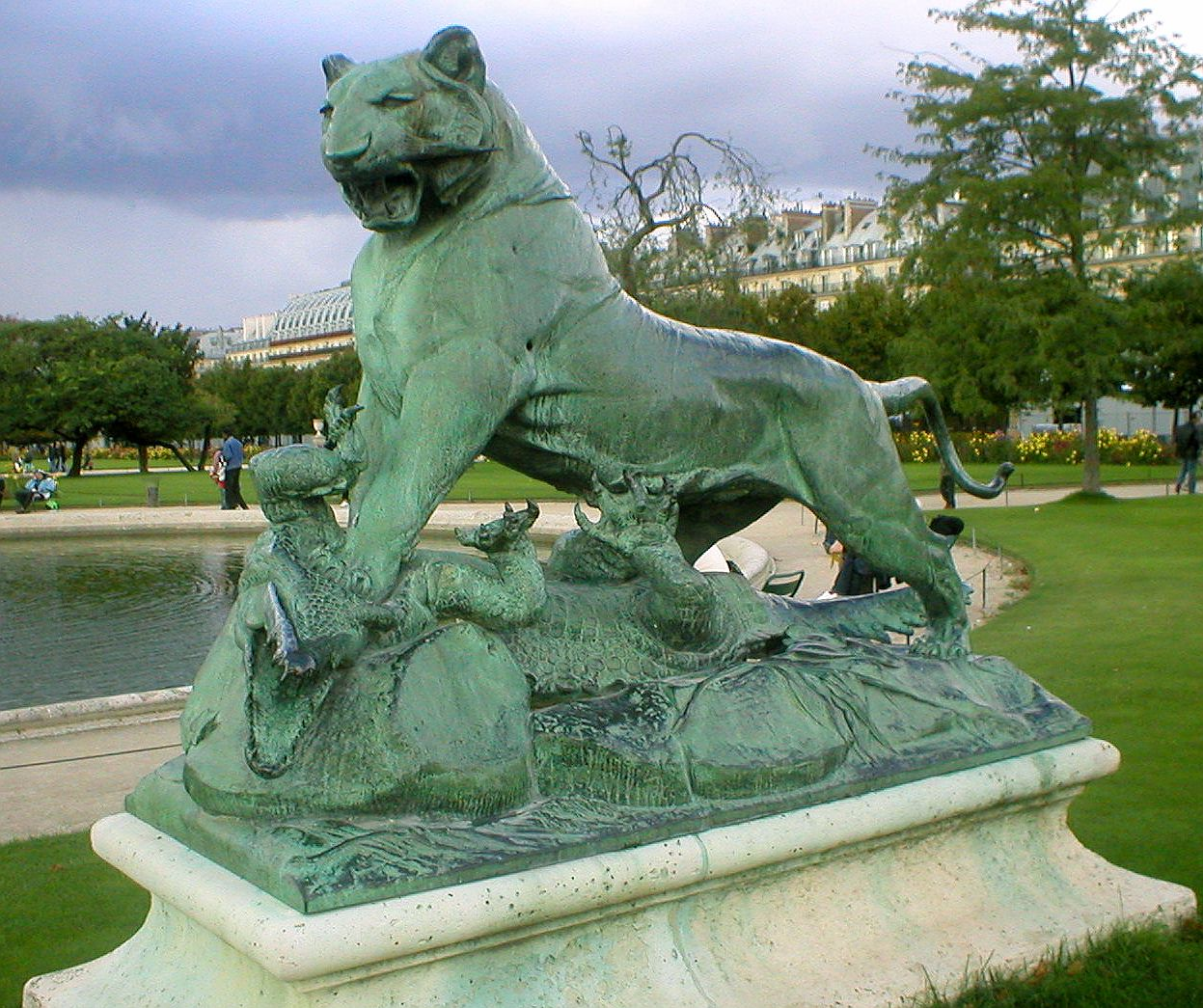
Auguste Caïne: Tygr a krokodýl

## Vybavení parku

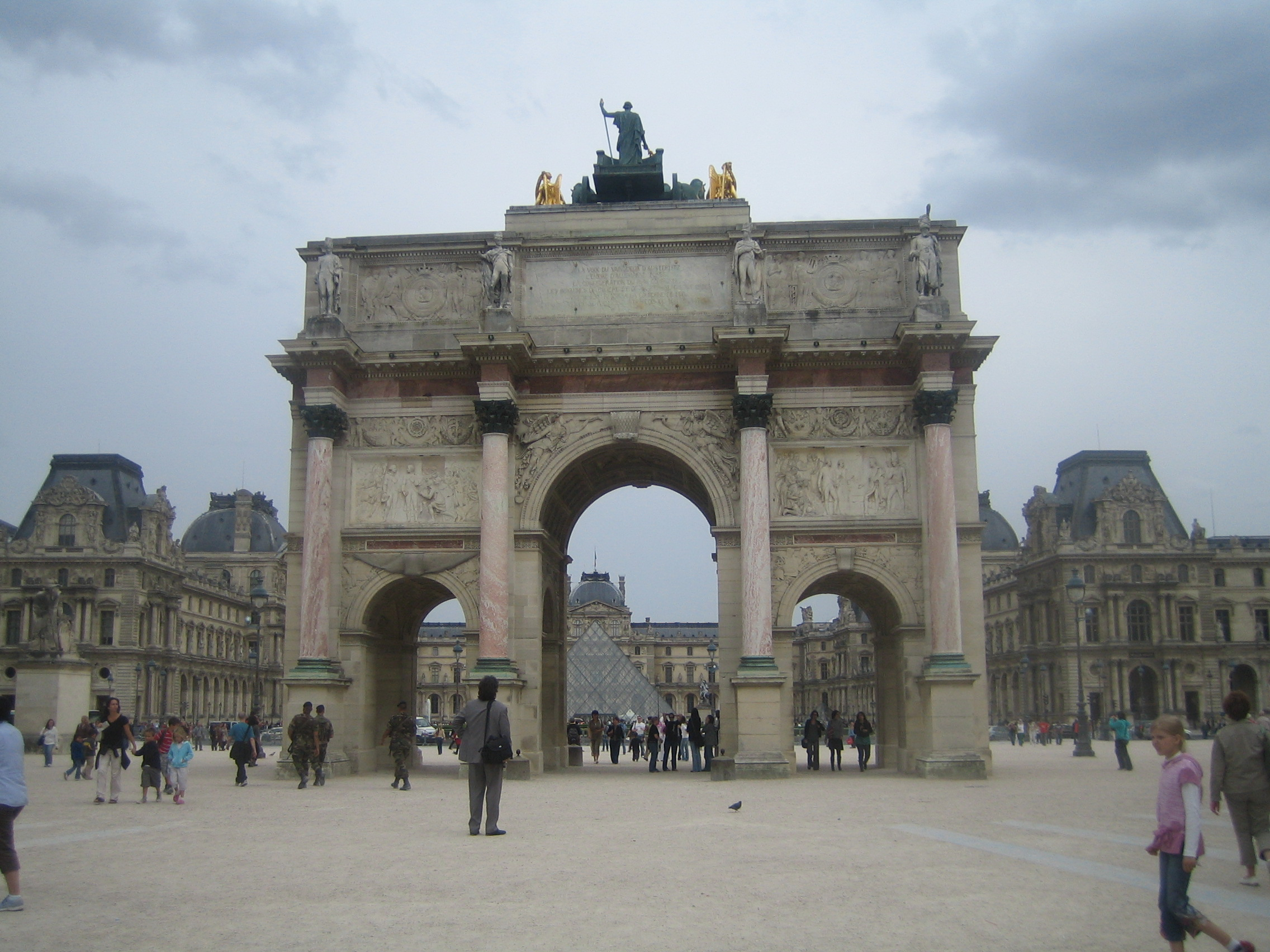
Arc de Triomphe du Carrousel.

V západní části parku se nachází bývalá oranžérie a bývalá míčovna (Jeu de Paume) z poloviny 19. století. V bývalé oranžérii dnes sídlí Musée de l'Orangerie (s díly malířů impresionismu a postimpresionismu), v míčovně je Galerie nationale du Jeu de Paume pro výstavy moderního umění.
V samotné zahradě jsou umístěna další umělecká díla. Ve východní části zahrady se nachází množství soch sochaře Aristida Maillola. Dále jsou zde sochy zvířat od Auguste Caïna.
Od roku 1998 jsou v zahradě instalována moderní sochařská díla umělců jako Auguste Rodin, Henry Moore, Roy Lichtenstein, Tony Cragg, Jean Dubuffet, Alain Kirili, Stephen Martin, Giuseppe Penone aj.
Rovněž zde probíhají dočasné výstavy.
V celém parku jsou volně k dispozici židle. Uprostřed parku se nalézá malý bazén, druhý se nachází poblíž Arc de Triomphe du Carrousel, kde je možný i pronájem miniaturních plachetnic pro děti.